# NGC 5165
NGC 5165 (другие обозначения — MCG 2-34-16, ZWG 72.78, NPM1G +11.0349, PGC 47281) — линзообразная галактика (S0) в созвездии Дева.
Этот объект входит в число перечисленных в оригинальной редакции «Нового общего каталога».